# Relações entre Malásia e Vietnã
As relações entre a Malásia e o Vietnã datam, no mínimo, do século XV. A Malásia estabeleceu laços diplomáticos com o Vietnã em 30 de março de 1973; desde 2015, esses laços ainda existem. Durante o final da década de 1970 e a década de 1980, o relacionamento entre os países ficou tenso como resultado da Guerra Cambojana-Vietnamita e do influxo dos boat people vietnamitas na Malásia. A resolução posterior dessas questões levou ao cultivo de fortes laços comerciais e econômicos, e o comércio bilateral entre os países cresceu fortemente, com uma expansão em áreas que incluem tecnologia da informação, educação e defesa. Ambos os países são membros da Cooperação Econômica Ásia-Pacífico e da Associação de Nações do Sudeste Asiático.
O Vietnã e a Malásia compartilham uma fronteira marítima no Golfo da Tailândia e no Mar do Sul da China, e têm reivindicações sobrepostas sobre as Ilhas Spratly. Ambos têm uma embaixada localizada na capital do outro; o Vietnã tem uma embaixada em Kuala Lumpur e a Malásia tem uma embaixada em Hanói e um consulado na Cidade de Ho Chi Minh. Registros históricos mostram que os vietnamitas visitaram os estados e sultanatos que compõem a atual Malásia em pequenos números desde o século XVIII, e a Malásia atualmente abriga uma grande comunidade de expatriados vietnamitas composta por trabalhadores migrantes e estudantes, totalizando cerca de 100.000 pessoas. O Vietnã também abriga uma pequena comunidade de expatriados malaios, composta principalmente por homens de negócios baseados na Cidade de Ho Chi Minh e em Hanói.

## História

### Contatos iniciais (séculos VII a XVIII)
O registro mais antigo de contato histórico entre a atual Malásia e o Vietnã data do século VII, quando, de acordo com as histórias da dinastia Tang, monges budistas do norte do Vietnã se aventuraram na península malaia durante suas viagens à Índia. Em 767, as frotas de Serivijaia ou javanesas invadiram o norte do Vietnã. Os reinos de Champá e da Malásia durante toda a era medieval mantiveram contato próximo. O registro mais antigo de contato diplomático entre o estado vietnamita e a Malásia data de 1469, quando soldados do reino vietnamita Dai Viet capturaram uma missão tributária malaca a caminho da dinastia Ming, matando alguns deles, castrando e escravizando os sobreviventes. Na época, o Dai Viet expressou sua intenção de conquistar Malaca por meio de força naval; essa intenção foi transmitida ao imperador chinês em uma missão posterior, em 1481. O imperador chinês ordenou que Malaca reunisse soldados para o caso de um ataque semelhante e pressionou o Vietnã a não realizar uma expedição naval a Malaca. Os auxiliares malaquenhos derrotaram os vietnamitas durante uma batalha em Lan Xang, conforme descrito em um relato chinês. Os Anais Malaios também mencionam que um príncipe Cham levou alguns de seus seguidores para formar uma pequena colônia Cham em Malaca quando o Vietnã invadiu Champá em 1471, e enviou assistência militar a Johor para evitar uma conquista militar fracassada na década de 1590. Em meados do século XVII, os estados vassalos dos Cham, Phan Rang e Calantão, cultivaram laços diplomáticos estreitos quando lideraram uma missão diplomática de longo prazo a Calantão para aprender mais sobre a cultura malaia e o islamismo. Os reis subsequentes de Champá depois de Po Roma, começando por seu filho Po Saut, receberam periodicamente missionários malaios muçulmanos de Calantão nos séculos XVII e XVIII.

### Era colonial britânica (do século XVIII até meados do século XX)
Pouco tempo depois de Penão ter sido estabelecida como um porto pelos britânicos no final do século XVIII, juncos vietnamitas começaram a visitar a área para fazer comércio, por instrução do imperador vietnamita em Hue. Um relato antigo do final da década de 1790 mostrava o navio mercante de Nguyen Anh (que se tornou o imperador Gia Long) atracando em Penão carregando cargas de cana-de-açúcar a caminho da Índia. Os soldados se referiam a Penão em sua terminologia sino-vietnamita, Tân Lang dữ (caracteres chineses: 檳榔嶼); uma narrativa real de 1810 mostrava que os vietnamitas começaram a se referir a Penão como Cù lao Cau, que significa Ilha das Palmeiras. Católicos vietnamitas viajaram para Penão para estudar no seminário a partir da década de 1840; entre eles estava o iluminista Pétrus Ky. Chineses da Cochinchina navegaram para o leste no Sultanato de Terengganu para comercializar aves e arroz; alguns também se estabeleceram lá e se integraram aos chineses locais.
No final da década de 1920 e início da década de 1930, Ho Chi Minh desempenhou um papel fundamental na facilitação da formação do Partido Comunista de Nanyang - mais tarde renomeado como Partido Comunista da Malásia - e visitou a Malásia em várias ocasiões, uma vez para presidir uma cerimônia e marcar a formação do Partido Comunista da Malásia em Buloh Kasap, Johor, em abril de 1930. A influência de Ho Chi Minh no partido abriu caminho para que Lai Teck, que também era de origem vietnamita, fosse nomeado Secretário Geral do partido entre 1934 e 1938. A colaboração e a comunicação entre o Partido Comunista da Malásia e os comunistas vietnamitas aumentaram após o desaparecimento de Lai Teck no final da década de 1940; o partido facilitou brevemente o envio e o transporte de munições leves para o Viet Minh nessa época. Durante a Segunda Guerra Mundial, tanto o Viet Minh quanto o Exército Popular Anti-Japonês da Malásia se opuseram à invasão japonesa da Indochina Francesa e da Malásia. Laços mais estreitos entre os comunistas da Malásia e do Vietnã foram construídos após os esforços bem-sucedidos da vitória comunista em Dien Bien Phu, em 1954; o Viet Minh forneceu apoio logístico e de comunicação em pequena escala e treinamento ao Partido Comunista da Malásia nas décadas de 1950 e 1960.

### Refugiados vietnamitas (1975 a 2005)

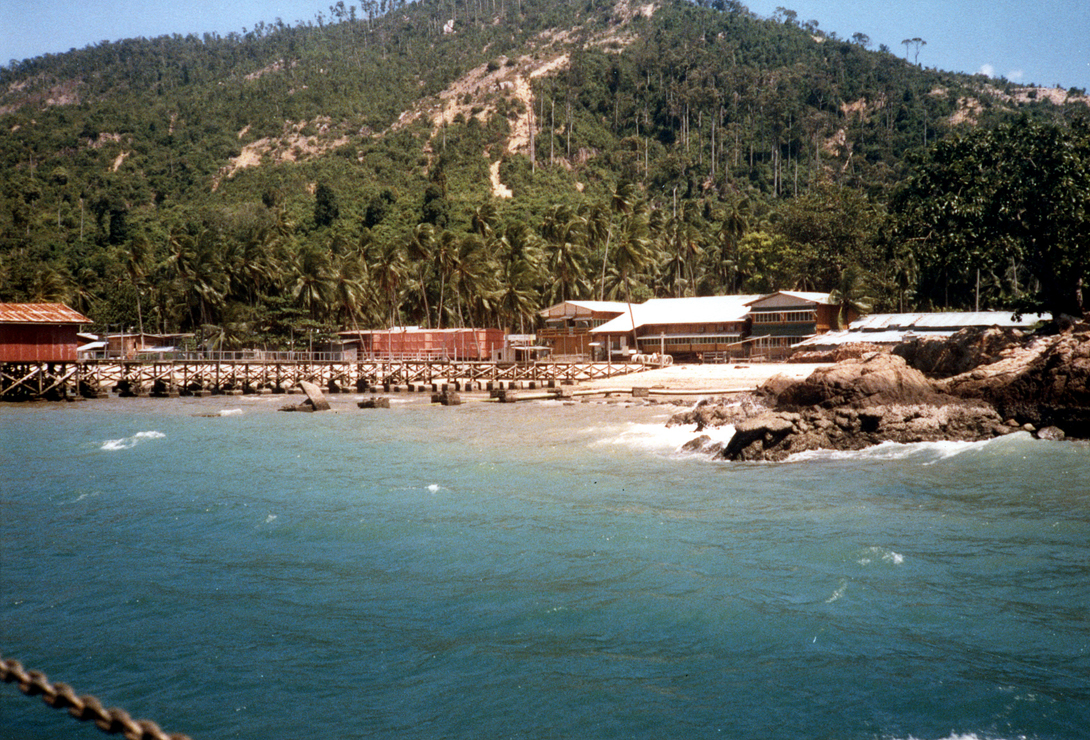
O píer do campo de refugiados de Pulau Bidong, tirado em 1985, onde até 10.000 refugiados podiam ser abrigados em qualquer momento. O campo de refugiados de Pulau Bidong foi fechado mais tarde, em 1991

Em maio de 1975, logo após a Queda de Saigon, no final da Guerra do Vietnã, os primeiros refugiados vietnamitas chegaram à Malásia, e o primeiro barco que chegou levava 47 refugiados. Até 1978, mais vietnamitas fugiram de seu país, e muitos deles eram descendentes de chineses. De acordo com as estatísticas do governo da Malásia, o país abrigava 19.000 refugiados em novembro de 1978, um aumento considerável em comparação com os 500 refugiados abrigados no país em 1977. O governo da Malásia reagiu instruindo o Ministério do Interior a criar a Força-Tarefa Federal VII em 1978, que tinha a tarefa de limitar o número crescente de refugiados que desembarcavam na Malásia. A imprensa relatou incidentes em que a polícia e o exército da Malásia tentaram impedir a entrada dos refugiados, mas alguns refugiados recorreram ao afundamento deliberado de seus barcos para conseguir entrar no país. Quando o governo foi informado sobre as tentativas de afundamento de barcos feitas pelos refugiados, o então vice-primeiro-ministro Mahathir bin Mohamad anunciou, em junho de 1979, que seria introduzida uma legislação que daria poderes à polícia e à marinha para atirar nos refugiados que tentassem desembarcar.
O primeiro campo de refugiados vietnamitas foi aberto em Pulau Bidong em agosto de 1978 com a ajuda das Nações Unidas; a ilha acomodou até 25.000 refugiados. Outros campos de refugiados foram montados em Pulau Tengah, Pulau Besar, Kota Bharu, Kuantan, Sarawak e Sabah. Em 1982, foi criado um centro de refugiados em Sungei Besi, onde seriam alojados os refugiados que aguardavam deportação para países ocidentais que estivessem dispostos a aceitá-los. O número de chegadas de refugiados vietnamitas variou entre 1981 e 1983, antes de um período de redução significativa de 1984 a 1986. Em 1987, a Malásia e outros países vizinhos viram um aumento repentino no número de refugiados vietnamitas que desembarcaram na Malásia. Em uma reunião de cúpula da Associação de Nações do Sudeste Asiático em junho de 1987, os países membros repreenderam o governo vietnamita por não ter resolvido suficientemente o problema dos refugiados.
Em agosto de 1988, a Malásia e o Vietnã propuseram conjuntamente um acordo de repatriação, que previa que os refugiados vietnamitas que não conseguissem ser admitidos nos países ocidentais fossem aconselhados a retornar ao Vietnã. Algumas delegações do governo vietnamita foram enviadas para realizar sessões de sensibilização em alguns dos campos de refugiados. Esse acordo foi considerado malsucedido porque menos de 40 pessoas se registraram no programa de repatriação voluntária entre 1988 e 1989. Foi estabelecido um prazo até 14 de março de 1989, pelo qual todos os vietnamitas que chegassem antes dessa data seriam automaticamente considerados refugiados e todos os refugiados que chegassem após essa data passariam por um processo de triagem para avaliar se eram qualificados para o status de refugiado. O processo de triagem foi proposto pelo Alto Comissariado das Nações Unidas para Refugiados (ACNUR) em junho de 1988; envolvia verificações minuciosas dos antecedentes dos que chegavam para determinar se eram qualificados para o status de refugiado a ser enviado a qualquer país ocidental que estivesse disposto a aceitá-los. Em 10 meses, 4.000 dos 9.000 refugiados foram enviados a países ocidentais. No mesmo período, mais 11.000 refugiados chegaram à Malásia.
A implementação de regras rigorosas que exigiam que os vietnamitas que chegassem ao país se qualificassem para o status de refugiado fez com que alguns deles optassem pelo programa de repatriação voluntária; entre 1.000 e 2.000 pessoas que chegaram à Malásia retornaram ao Vietnã em 1989. Os refugiados que optaram por retornar ao Vietnã receberam uma ajuda de custo mensal por até um ano do ACNUR. No início da década de 1990, quando o Vietnã começou a ter crescimento econômico, o número de refugiados que chegavam à Malásia diminuiu. As colaborações conjuntas entre a Malásia, o Vietnã e o ACNUR para resolver o problema permitiram que a Malásia reduzisse o tamanho de sua população de refugiados vietnamitas, facilitando o fechamento do campo de refugiados de Pulau Bidong em novembro de 1991. Mais 3.000 refugiados vietnamitas participaram do programa de repatriação voluntária, e a população de refugiados da Malásia foi reduzida para 6.000 em 1994. A maioria dos refugiados restantes não conseguiu passar no processo de triagem do ACNUR e foi classificada como imigrante ilegal. A maioria deles expressou sua relutância em ser repatriada para o Vietnã; manifestações e tumultos eclodiram quando a notícia do fechamento iminente do local foi anunciada em 1995. O campo de refugiados de Sungei Besi foi fechado mais tarde, em junho de 1996. Os últimos refugiados retornaram ao Vietnã em 2005.

## Laços diplomáticos
A Malásia estabeleceu laços diplomáticos com o Vietnã do Norte em 31 de março de 1973, depois que os Acordos de Paz de Paris foram assinados naquele ano. Um acordo entre os embaixadores da Malásia e do Vietnã foi firmado em 1975. No ano seguinte, a Malásia abriu sua embaixada em Hanói pela primeira vez, enquanto o Vietnã também abriu sua embaixada em Kuala Lumpur em 29 de maio de 1976. Entre meados e o final da década de 1970, os laços bilaterais ficaram tensos, pois a Malásia pressionou o Vietnã a adotar o conceito de Zona de Paz, Liberdade e Neutralidade, que o Vietnã interpretou como uma versão da política de contenção anticomunista. De 12 a 17 de outubro de 1978, o primeiro-ministro vietnamita Pham Van Dong visitou a Malásia. Lá, ele prometeu que o Vietnã não interferiria nos assuntos internos de outras nações e depositou uma coroa de flores no Monumento Nacional.
Quando o Vietnã invadiu o Camboja em 1979, muitos vietnamitas buscaram refúgio na Malásia a partir deste momento e durante a década de 1980, causando problemas econômicos e de segurança nacional para a Malásia, especialmente para seu equilíbrio racial, já que a maioria dos refugiados vietnamitas se assemelha ao povo chinês. Os laços bilaterais se normalizaram a partir de 1988, quando o Vietnã anunciou planos de se retirar do Camboja. No início da década de 1990, os líderes governamentais de ambos os países realizaram várias visitas diplomáticas e cúpulas, que produziram muitos acordos que enfatizavam a cooperação econômica e o desenvolvimento. O fortalecimento dos laços também levou à abertura de um consulado na Cidade de Ho Chi Minh em janeiro de 1991. O Vietnã expressou seu interesse em ingressar na Associação de Nações do Sudeste Asiático com o apoio da Malásia em 1994, pois os países continuaram a promover laços econômicos estreitos. O Vietnã ingressou na associação em 1995; sua entrada foi calorosamente recebida pela Malásia.
Na década de 1990, os laços bilaterais eram caracterizados pela cooperação comercial e econômica; outras áreas de cooperação bilateral foram exploradas a partir de 2000. Naquele ano, o Vietnã e a Malásia chegaram a um acordo sobre esforços bilaterais para a aplicação da lei e a repressão ao comércio de drogas. Em 2004, foram assinados três Memorandos de Entendimento nas áreas de tecnologia da informação, educação e laços diplomáticos e cooperação em geral. A cooperação bilateral entre os dois países também foi estendida às questões de defesa em 2008, quando outro Memorando de Entendimento foi assinado, propondo treinamentos militares conjuntos e colaboração na indústria de defesa entre as forças armadas da Malásia e do Vietnã. O Memorando de Entendimento também previa que as marinhas de ambos os países evitassem que os pescadores vietnamitas invadissem as águas malaias para atividades de pesca, bem como para controlar a pirataria.

### Relações com o Vietnã do Sul (1959 a 1975)
As relações com o antigo estado do Vietnã do Sul foram estabelecidas quando este reconheceu a independência da Federação Malaia em 1957. A partir de então, a Malásia forneceu ajuda ao regime sul-vietnamita em sua luta contra o Viet Cong e o exército norte-vietnamita. O primeiro-ministro da Malásia, Tunku Abdul Rahman, fez uma visita em 1958, que foi retribuída duas vezes pelo presidente sul-vietnamita Ngô Đình Diệm, em 28-31 de janeiro de 1958 e em outubro de 1961. Em 1963, quando a Federação Malaia se transformou em Malásia (com um território adicional na ilha de Bornéu), o governo principal em Kuala Lumpur temia que a influência dos comunistas norte-vietnamitas ameaçasse sua existência, de acordo com a teoria do dominó, mudando assim sua posição para se tornar um grande apoiador do envolvimento americano na Guerra do Vietnã, já que a Malásia também havia passado por uma insurgência comunista. Tunku Abdul Rahman expressou essas preocupações em dezembro de 1966 e pediu aos Estados Unidos e ao Reino Unido que fornecessem mais apoio logístico aos esforços de guerra no Vietnã. A Malásia organizou cursos de treinamento em administração pública e guerra na selva para funcionários do governo e forneceu motocicletas para reforçar a polícia sul-vietnamita e as capacidades logísticas militares. Perto do fim da Guerra do Vietnã, em 1975, a Malásia fechou sua embaixada em Saigon em duas etapas: primeiro, retirou os dependentes da embaixada em 12 de abril de 1975, antes do fechamento completo 16 dias depois - dois dias antes da Queda de Saigon. A Malásia também reconheceu o Governo Revolucionário Provisório da República do Vietnã do Sul poucos dias após sua formação em maio de 1975, citando a posição imparcial da Malásia em relação à ideologia política e ao sistema social.

## Embaixadas
Atualmente, a Embaixada da Malásia em Hanói está localizada na Rua Dien Bien Phu, 43-45, onde se encontra desde 2004. A Malásia também tem um Escritório Consular na Cidade de Ho Chi Minh, que foi inaugurado em 1991, e suas funções executivas foram posteriormente atualizadas para Consulado Geral um ano depois. A embaixada da Malásia em Hanói foi transferida três vezes desde 1976:
- Hotel Thong Nhat (mais tarde renomeado Sofitel Legend Metropole Hanoi), 1976-1983
- Complexo Diplomático Van Phuc, 1983-1984
- Hotel Fortuna Hanoi, 1984-2004[51]

A embaixada vietnamita em Kuala Lumpur está localizada em 4 Persiaran Stonor e foi inaugurada em 1976 por meio da aquisição da antiga embaixada do Vietnã do Sul. A embaixada vietnamita também tem escritórios separados para assuntos trabalhistas e de defesa em dois locais separados em Kuala Lumpur, criados na década de 2000. Em fevereiro de 2013, a embaixada vietnamita garantiu a compra de um terreno de 0,69 hectares (2 acres) em Precinct 15, Putrajaia, que seria usado para a construção e posterior realocação da embaixada vietnamita.

### Embaixadores vietnamitas na Malásia

#### Embaixadores do Vietnã do Sul na Malásia
- Phạm Khắc Rậu (1957-1958, encarregado de negócios, residente em Singapura)
- Tăng Văn Chỉ (1958-1959, encarregado de negócios, residente em Singapura)
- Trần Kim Phượng (1959-1964, encarregado de negócios, residente em Singapura)
- Trần Kim Phượng (1964-1967)
- Nguyễn Duy Quang (1967-1973)
- Vũ Kinh Luân (1973-1975, encarregado de negócios, até a Queda de Saigon)

## Economia e comércio

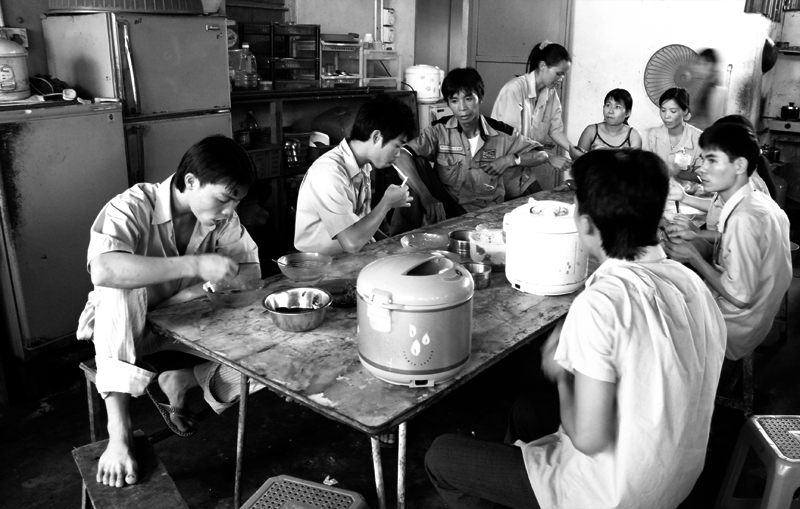
Trabalhadores vietnamitas de uma fábrica fazendo uma pausa para o almoço em seu dormitório em Taiping, Peraque.

O comércio bilateral entre a Malásia e o Vietnã ficou em US$ 2,2 milhões após o fim da Guerra do Vietnã em 1975. Nos três primeiros anos após a guerra, a Malásia propôs estender a assistência econômica e técnica aos setores de óleo de palma e borracha do Vietnã. A Malásia exportou zinco para o Vietnã e assinou um contrato que facilitaria a importação de vegetais vietnamitas para a Malásia. Essas primeiras cooperações e propostas foram encerradas após a invasão do Camboja pelo Vietnã em 1979. A cooperação econômica foi retomada lentamente a partir de 1988, quando o comércio bilateral entre os países era de US$ 50 milhões. Em 1990, o comércio bilateral aumentou para US$ 140 milhões e para US$ 235 milhões em 1991. Por volta dessa época, empresários malaios começaram a abrir hotéis em Vung Tau para atender ao setor de turismo. Em uma cúpula bilateral em 1992, os dois países concordaram com a ideia de exploração conjunta de petróleo e gás; o Vietnã tem um número considerável de campos de petróleo no Mar do Sul da China.
Por volta dessa época, os conselhos estatutários da Malásia e as empresas estatais, incluindo o Bank Negara, a MIDAS e a Petronas, começaram a fornecer programas de assistência técnica ao Vietnã. O Vietnã também procurou a assistência da Malásia para desenvolver seu setor bancário; o Banco Público da Malásia formou empreendimentos conjuntos com o banco VID (mais tarde banco BIDV) para abrir filiais em Hanói e na Cidade de Ho Chi Minh entre 1993 e 1994. Em 1994, a Malásia tornou-se o segundo maior investidor da Associação de Nações do Sudeste Asiático no Vietnã. As exportações do Vietnã para a Malásia consistiam principalmente de arroz, borracha, sementes oleaginosas e maquinário, enquanto a Malásia exportava maquinário, equipamentos e produtos químicos. Os empresários malaios foram responsáveis pelo desenvolvimento da Zona de Processamento de Exportação de An Don, iniciada em 1994 em Da Nang. Em uma reunião da Cooperação Econômica Ásia-Pacífico em 1994, o primeiro-ministro da Malásia, Mahathir Mohamad, falou sobre a crença de que a Malásia não precisava ser totalmente autossuficiente em termos de alimentos e expressou seu interesse em adquirir alguns alimentos do Vietnã como forma de fortalecer os laços econômicos. Dois anos depois, os carros Proton Wira fabricados na Malásia foram vendidos pela primeira vez no Vietnã.
Uma reunião de comissão conjunta entre os países em 1996 fez com que trabalhadores qualificados e semiqualificados entrassem no Vietnã vindos da Malásia a partir de então. Entre 2002 e 2003, a primeira onda de trabalhadores vietnamitas chegou à Malásia para fornecer mão de obra para o setor de manufatura em expansão. Em 2003, havia 67.000 trabalhadores vietnamitas na Malásia; os dois países assinaram um memorando de entendimento que isentava os trabalhadores vietnamitas não qualificados da necessidade de um domínio suficiente do inglês ou da língua malaia para se qualificarem para o emprego. O número de trabalhadores vietnamitas com permissão de trabalho aumentou ligeiramente para 80.000-90.000 em 2011; mais tarde, sua presença se estendeu a outros setores, incluindo construção, limpeza, agricultura e setor de serviços. Alguns trabalhadores vietnamitas encontraram emprego em restaurantes chineses como garçons e aprenderam a falar um pouco de chinês também.
Em 2015, a Malásia foi o maior investidor da Associação de Nações do Sudeste Asiático no Vietnã, com promessas totais de US$ 2,47 bilhões. A Malásia e o Vietnã assinaram uma declaração conjunta sobre parceria estratégica em questões econômicas, juntamente com um memorando de entendimento sobre patrulha conjunta, contato de linha direta, coordenação de busca e resgate e prevenção de pirataria no Mar do Sul da China. Há também uma Câmara de Negócios da Malásia no Vietnã. Em 2019, o embaixador do Vietnã na Malásia, Lê Quý Quỳnh, disse em uma conferência de negócios em Kuala Lumpur, em julho, que a meta é aumentar o comércio bilateral entre os dois países para US$ 25 bilhões até 2025.  Ambos os países assinaram um acordo sobre um programa de ação de cinco anos, de 2015 a 2020, com o objetivo de elevar o volume de negócios do comércio bilateral para US$ 15 bilhões até 2020.[86] Uma declaração conjunta foi emitida no mesmo ano, com ambos concordando em aumentar a cooperação política, econômica e de segurança e trabalhar juntos para manter a paz no Mar do Sul da China.

## Sociedade
Um número considerável de homens malaios tem esposas estrangeiras, especialmente vietnamitas. Os relatos de tais casamentos surgiram pela primeira vez na década de 1990, mas na década de 2000 esses casamentos se tornaram especialmente populares entre os homens malaios chineses mais velhos. Desenvolveu-se um setor de arranjo de casamentos no qual os futuros noivos podiam selecionar noivas vietnamitas com base em métodos de perfil. Os cônjuges malaios citaram a incapacidade de encontrar um cônjuge local devido a compromissos com a carreira e a afinidade cultural entre chineses malaios e vietnamitas como suas principais motivações para encontrar uma esposa vietnamita. Essas uniões enfrentaram problemas consideráveis, como barreiras linguísticas, casos em que as esposas abandonam seus cônjuges malaios e levam seus filhos de volta para o Vietnã, e extorsão. Um líder da comunidade chinesa, Michael Chong, disse que o principal motivo para a fuga de noivas vietnamitas era sua incapacidade de se adaptar à vida e à sociedade da Malásia, e que muitas das mulheres se casaram para escapar da pobreza em sua terra natal.
A Malásia abriga quase 100.000 cidadãos vietnamitas, a maioria concentrada nos centros industriais dos estados de Penão, Negri Sambilão, Selangor e Johor, na Malásia Peninsular. Os trabalhadores migrantes vietnamitas foram ocasionalmente maltratados pelos empregadores e enfrentaram dormitórios superlotados, deduções salariais e abuso físico no trabalho. Um número considerável de crimes na Malásia, incluindo roubo, estupro, assassinato e prostituição, foi atribuído à comunidade vietnamita. Em 2008, o então inspetor-geral da polícia da Malásia, Musa Hassan, disse que a polícia da Malásia havia lidado com mais de 200 casos de crimes envolvendo a comunidade vietnamita em 2008. As mulheres vietnamitas são comuns no comércio de prostituição da Malásia, os clientes malaios atribuíram sua popularidade ao seu físico atraente e às boas práticas de hospitalidade. Algumas dessa mulheres vietnamitas supostamente recorreram ao registro de passes estudantis falsos ou casamentos falsos com homens locais para conseguir emprego nesse comércio; muitas foram forçadas a se prostituir depois de serem enganadas por agentes que lhes prometeram emprego como garçonetes ou operárias na Malásia.